# Proeresi
Proeresi (llatí Proaeresius, armeni Պարույր, Parouyr, grec Προαιρέσιος c. 276 – c. 368), va ser un destacat retòric roma d'origen armeni, nascut a Armènia vers el 276, de família ben relacionada però pobre.

## Biografia
Va anar a Antioquia on va estudiar retòrica amb Ulpià i al destacar va anar llavors a estudiar a Atenes. Després va retornar a Antioquia amb el seu amic Hefestió; els dos combinaven la feina a l'escola publica. A la mort del retòric Julià la seva cadira a l'acadèmia es va decidir que seria confiada a diversos retòrics i foren escollits Epifani, Diofant, Sòpolis, Parnasi i Hefestió.
Proeresi va seguir al seu amic a Atenes, i va continuar acumulant fama. Un procònsol el va expulsar de Grècia però el nou procònsol el va restaurar i el va fer cap de tots els retòrics d'Atenes. Després va gaudir del favor d'Anatoli prefecte d'Il·líria o Illyrium, i això va cridar l'atenció de l'emperador Constant que el va cridar a la Gàl·lia el 342 i el va tenir al seu costat un any. Després va anar a Roma, on se li va erigir una estàtua per haver escrit un elogi de la ciutat, on hi havia una inscripció que deia: «La reina de les ciutats al príncep de l'eloqüència».
Va tornar després a Atenes per a la que va aconseguir un subministrament extraordinari de gra. Quan el 362 Julià l'Apòstata va promulgar el seu criticat decret que prohibia l'ensenyament als mestres cristians, Proeresi en va quedar exempt, però va refusar la diferenciació i va aturar les seves classes. Va morir vers el 363.
Estava casat amb Amficlea de Tral·les i va tenir algunes filles totes les quals van morir joves. Se'l descriu com de gran estatura, i vigorós fins i tot ja vell, amb una gran força, i desafiava el fred passant l'hivern sense sabates i amb roba lleugera, i bevent agua glaçada. La seva oratòria era gràcil i amb freqüents al·lusions als temps clàssics, i tenia un gran poder de convenciment i una memòria prodigiosa.